# Pacy-sur-Eure
Pacy-sur-Eure és una població i comuna francesa, en la regió de Normandia, departament de l'Eure.